# Křelovice u Pelhřimova
Křelovice (deutsch Krelowitz) ist eine Gemeinde in Tschechien. Sie liegt drei Kilometer nördlich von Červená Řečice und gehört zum Okres Pelhřimov.

## Geographie

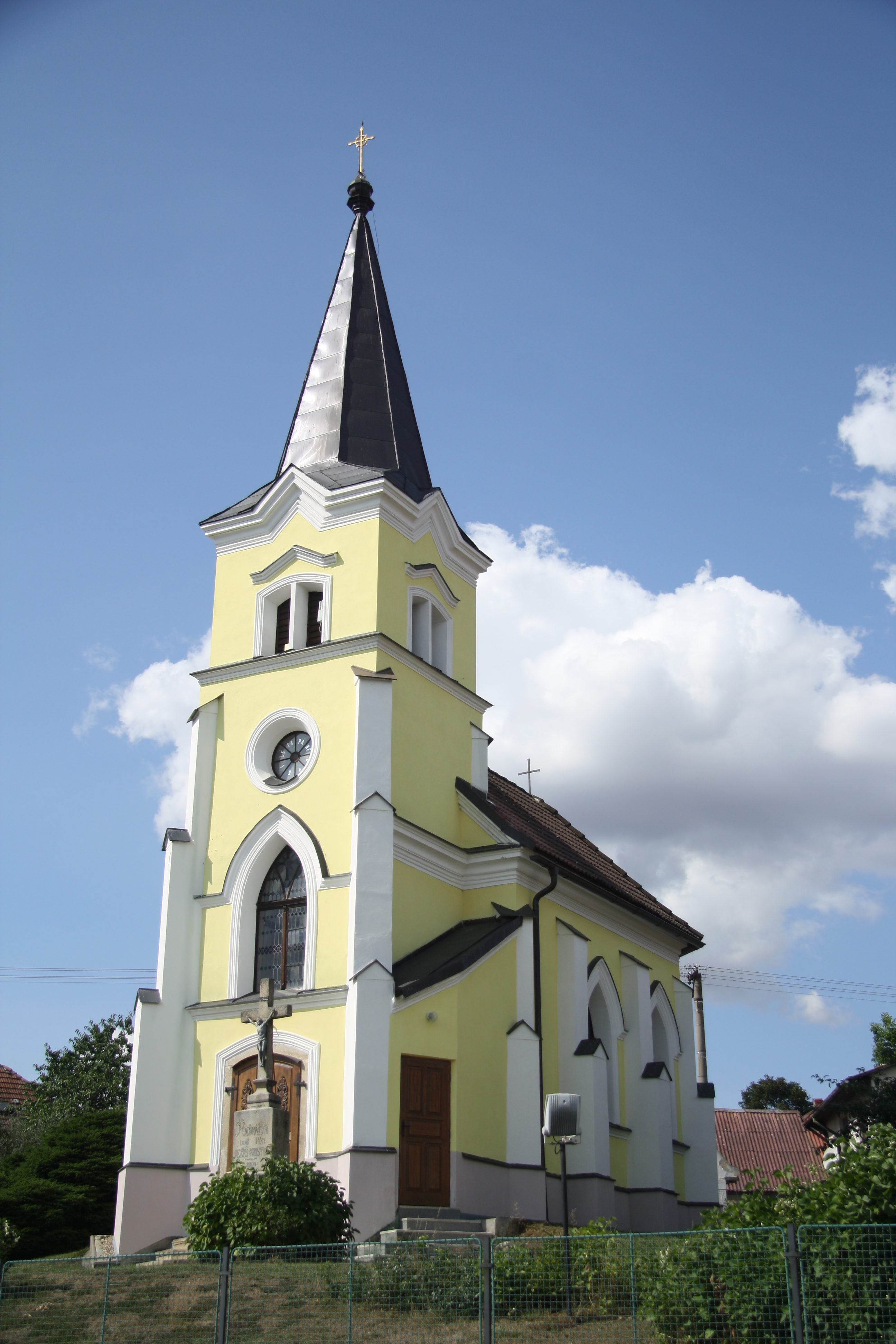
Kirche der Jungfrau Maria

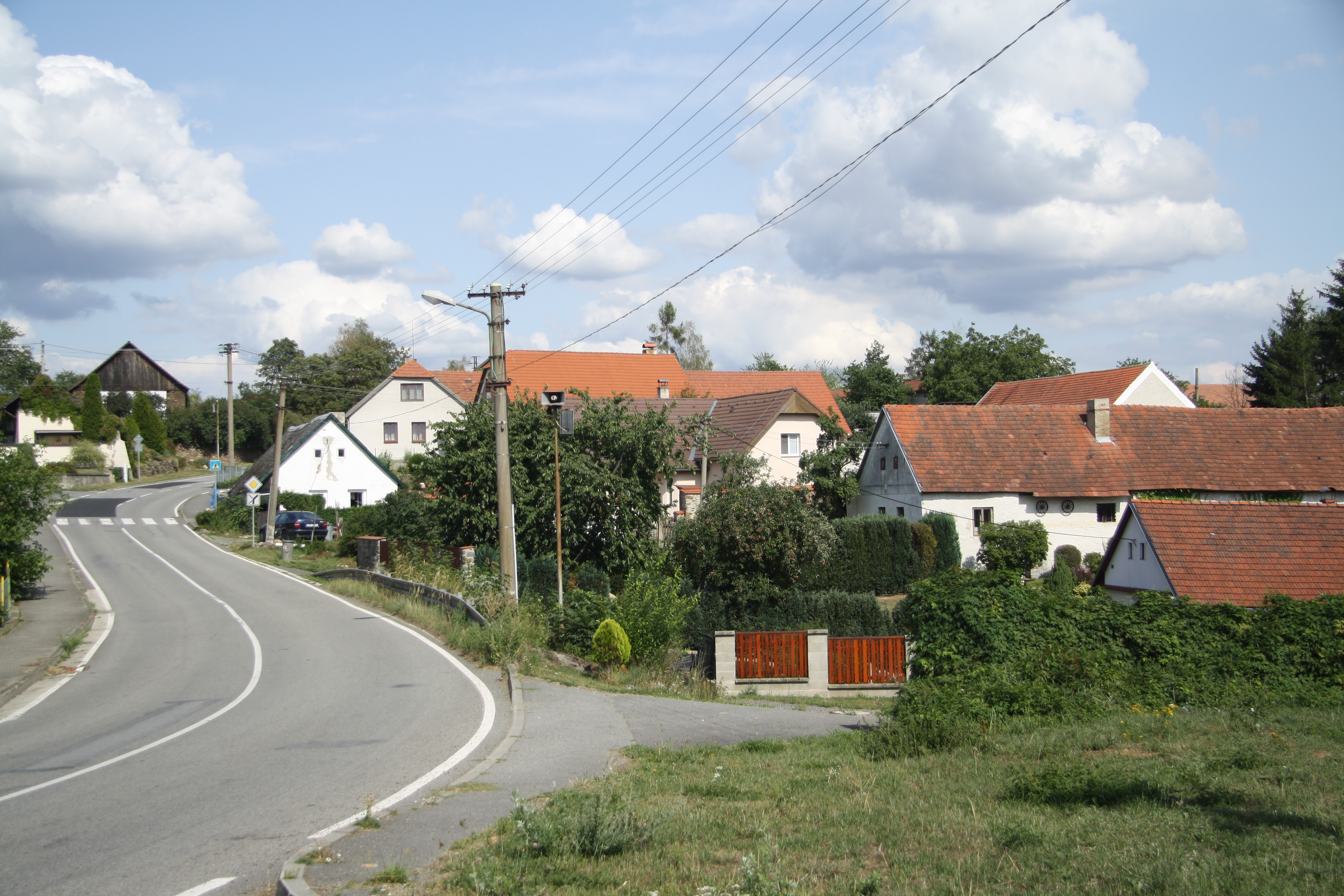
Křelovice

Křelovice befindet sich im Südwesten der Böhmisch-Mährischen Höhe auf einem Höhenrücken zwischen den Tälern der Trnávka und Želivka. Südwestlich erhebt sich der Jezirko (525 m) und im Nordwesten der Na Pískách (540 m) und V Suchých (565 m). Das Dorf liegt an der Kreuzung der Straße I/112 zwischen Čechtice und Červená Řečice mit der I/129 von Pacov nach Humpolec, wo zugleich auch die Straße I/130 zur Autobahn D 1 bei Koberovice abzweigt.
Nachbarorte sind Jiřičky und Číhovice im Norden, Nečice und Boroviny im Nordwesten, Poříčí und Želiv im Westen, Temechov im Südwesten, Červená Řečice und Červený Mlýn im Süden, Arneštovický Mlýn, Rovná und Hořepník im Südwesten, Arneštovice im Westen sowie Košetice im Nordwesten.

## Geschichte
Im Laufe des 11. Jahrhunderts erfolgte die Besiedlung der Gegend. 1144 überließ Vladislav II. große Ländereien an der böhmisch-mährischen Grenze an den Prager Bischof Otto. Diese wurden wenig später nach der Gründung des Klosters Seelau geteilt. Křelovice verblieb bei der bischöflichen Herrschaft Řečice und wurde 1379 als deren Teil erstmals schriftlich genannt. Mit 24 Huben und 40 Wirtschaften war Křelovice zu dieser Zeit nach Řečice die zweitgrößte Ansiedlung der Herrschaft. 1454 wurde das Dorf geteilt. Besitzer des Řečicer Anteil wurden die Herren von Stráž, den Pilgramser Anteil erwarb Nikolaus Trčka von Lípa. Vladislav II. übergab den Besitz 1456 an Prokop Vojslavský von Vojslavice, der Křelovice und Jiřičky für drei Jahre hielt.
Nach der Ablösung der Patrimonialherrschaften bildete Křelovice ab 1850 mit Jiřičky und Boroviny eine politische Gemeinde in der Bezirkshauptmannschaft Pelhřimov. Im Jahre 1974 wurde Číhovice und 1975 Poříčí, das zuvor zu Bolechov gehört hatte, eingemeindet.

## Gemeindegliederung
Die Gemeinde Křelovice besteht aus den Ortsteilen Číhovice (Tschihowitz), Jiřičky (Jischitschek), Křelovice (Krelowitz) und Poříčí (Porschitz) sowie der Ansiedlung Boroviny (Borowini). Grundsiedlungseinheiten sind Číhovice, Jiřičky, Křelovice, Poříčí und V Borovinách.
Das Gemeindegebiet gliedert sich in die Katastralbezirke Číhovice, Jiřičky, Křelovice u Pelhřimova und Poříčí u Bolechova.

## Sehenswürdigkeiten
- Kirche der Jungfrau Maria